# Лі Кі Хьон
Лі Кі Хьон (кор. 이기형, нар. 28 вересня 1974, Хвасун, Південна Чолла) — південнокорейський футболіст, що грав на позиції півзахисника. По завершенні ігрової кар'єри — тренер.
Виступав, зокрема, за клуби «Сувон Самсунг Блювінгз», «Соннам Ільхва Чхонма» та «Окленд Сіті», а також національну збірну Південної Кореї.

## Клубна кар'єра
Лі Кі Хьон навчався в Університеті Корьо з 1992 по 1995 рік і в цей час грав за футбольну команду університету. Після цього став гравцем професіонального клубу «Сувон Самсунг Блювінгз», з яким двічі виграв національний чемпіонат та Суперкубок та по одному разу Кубок Кореї та кубок ліги. На міжнародній арені клуб теж виступив вкрай вдало, вигравши по два турніри азійської ліги чемпіонів та Суперкубка Азії.
Згодом з 2003 по 2004 рік грав у складі клубу «Соннам Ільхва Чхонма». З цією командою у 2003 році він став чемпіоном країни та володарем Кубка ліги, а наступного — дійшов до фіналу Ліги чемпіонів АФК.
У 2005—2006 роках Лі виступав за «Сеул», з яким здобув кубок ліги, після чого 2007 року перейшов до новозеландського клубу «Окленд Сіті», за який відіграв 3 сезони. У сезоні 2008/09 він виграв з командою чемпіонат Нової Зеландії, а також виграв Лігу чемпіонів ОФК. Цей результат дозволив корейцю разом з командою поїхати на Клубний чемпіонат світу 2009 року в ОАЕ, де він зайняв 5-те місце. Завершив професійну кар'єру футболіста виступами за команду «Окленд Сіті» у 2010 році.

## Виступи за збірні
Залучався до складу молодіжної збірної Південної Кореї, у складі якої був учасником молодіжного чемпіонату світу 1993 року в Австралії, зігравши у двох матчах, а у грі проти США (2:2) відзначився дублем, втім цього не вистачило для виходу з групи.
1996 року був у заявці олімпійської збірної на Олімпійських іграх в Атланті, на яких зіграв у двох матчах.
19 лютого 1995 року дебютував в офіційних матчах у складі національної збірної Південної Кореї в грі Кубка Династії проти Китаю, а вже за кілька днів у гру проти Гонконгу він забив перший гол за збірну. Цей результат дозволив корейцям вийти у фінал турніру, де Лі відзначився дублем у грі проти Японії (2:2), але його команда поступилась в серії пенальті.
Наступного року у складі збірної був учасником кубка Азії з футболу 1996 року в ОАЕ, дійшовши з командою до чвертьфіналу. Всього ж протягом кар'єри у національній команді, яка тривала 9 років, провів у її формі 47 матчів, забивши 7 голів.

## Кар'єра тренера
Розпочав тренерську кар'єру відразу по завершенні кар'єри гравця, на початку 2011 року, увійшовши до тренерського штабу клубу «Сеул». Вже у липні Лі був переведений до штабу резервної команди, але з 2013 року знову став працювати у структурі головної команди.
Наприкінці 2014 року Лі увійшов до тренерського штабу клубу «Інчхон Юнайтед» і був помічником тренера до вересня 2016 року. Після звільнення Кім До Хуна, Лі Кі Хьон став тимчасовим головним тренером до кінця сезону із завданням врятувати команду від вильоту. Під керівництвом Лі команда виграла три з п'яти ігор і зіграв дві інші внічию. В останньому турі його команді вдалося залишитися в вищому дивізіоні завдяки перемозі 1:0 над «Сувоном». Після цього клуб оголосив, що залишає Лі Кі Хьона на посаді тренера на наступний сезон. У травні 2018 року Лі покинув посаду.
На початку 2019 року увійшов до тренерського штабу клубу «Пусан Ай Парк».

## Титули і досягнення

### Національні
- Чемпіон Південної Кореї (3):

«Сувон Самсунг Блювінгз»: 1998, 1999
«Соннам Ільхва Чхонма»: 2003
- Володар Кубка Південної Кореї (1):

«Сувон Самсунг Блювінгз»: 2002
- Володар Кубка південнокорейської ліги (5):

«Сувон Самсунг Блювінгз»: 1999, 2000, 2001
«Соннам Ільхва Чхонма»: 2004
«Сеул»: 2006
- Володар Суперкубка Південної Кореї (2):

«Сувон Самсунг Блювінгз»: 1999, 2000
- Чемпіон Нової Зеландії (1):

«Окленд Сіті»: 2008-09

### Міжнародні
- Володар Азійського кубка чемпіонів (2):

«Сувон Самсунг Блювінгз»: 2001, 2002
- Переможець Ліги чемпіонів ОФК (1):

«Окленд Сіті»: 2008-09
- Володар Суперкубка Азії(2):

«Сувон Самсунг Блювінгз»: 2001, 2002